# Steindachnerina elegans

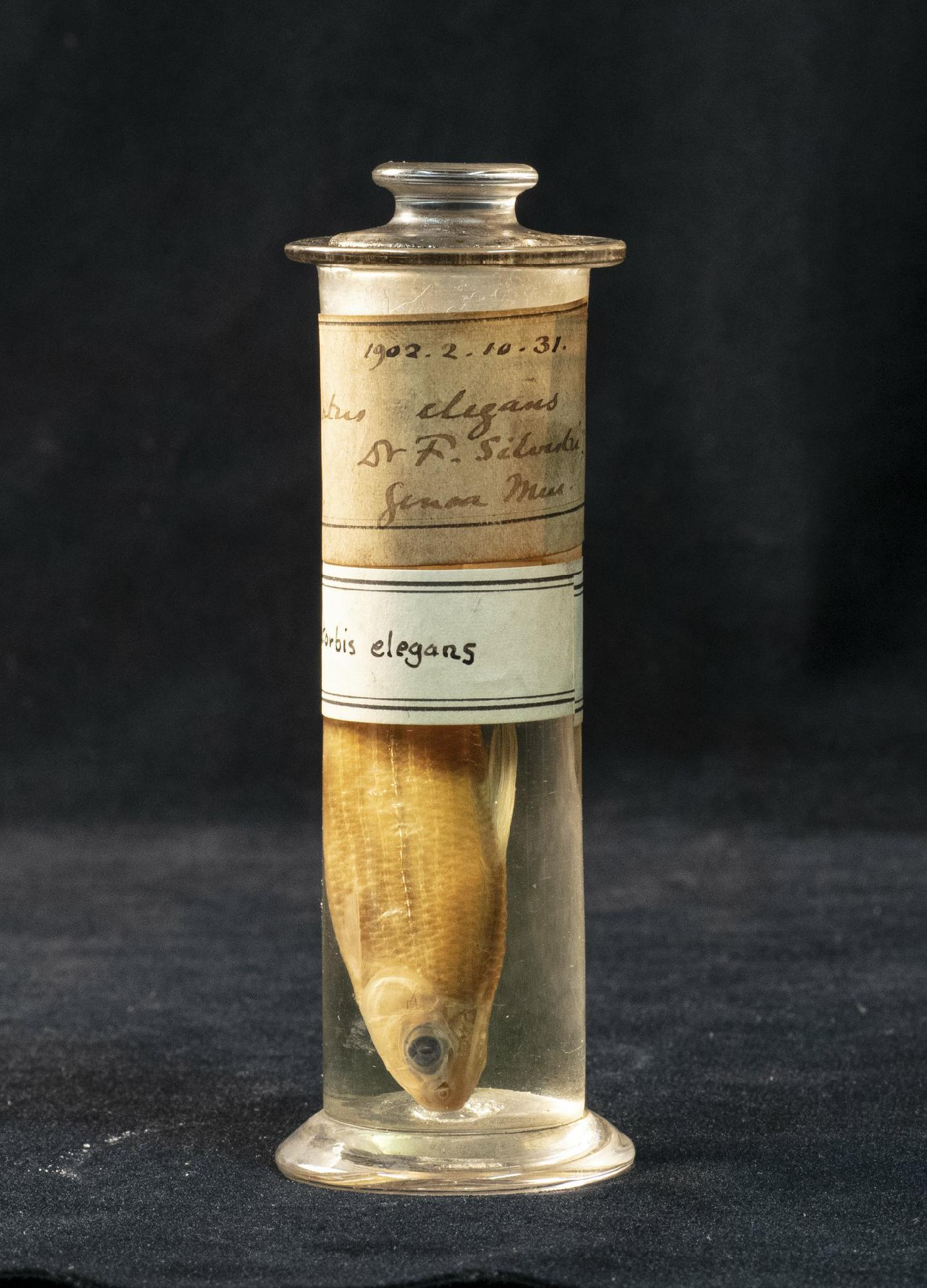
Un ejemplar preservado de Steindachnerina elegans recolectado en Posadas, Río Paraná. Originalmente se lo denominó Curimatorbis elegans, un nombre que ahora se considera obsoleto.

Steindachnerina elegans es una especie de peces de la familia Curimatidae en el orden de los Characiformes.

## Morfología
Los machos pueden llegar alcanzar los 10,6 cm de longitud total.
- Número de  vértebras: 32-33.[1]

## Hábitat
Vive en zonas de clima tropical.

## Distribución geográfica
Se encuentran en Sudamérica: ríos  Pardo y Jequitinhonha en Bahía y Minas Gerais,  cuenca del río São Francisco y ríos costeros de Bahía (Brasil ).